# Theodor Allers

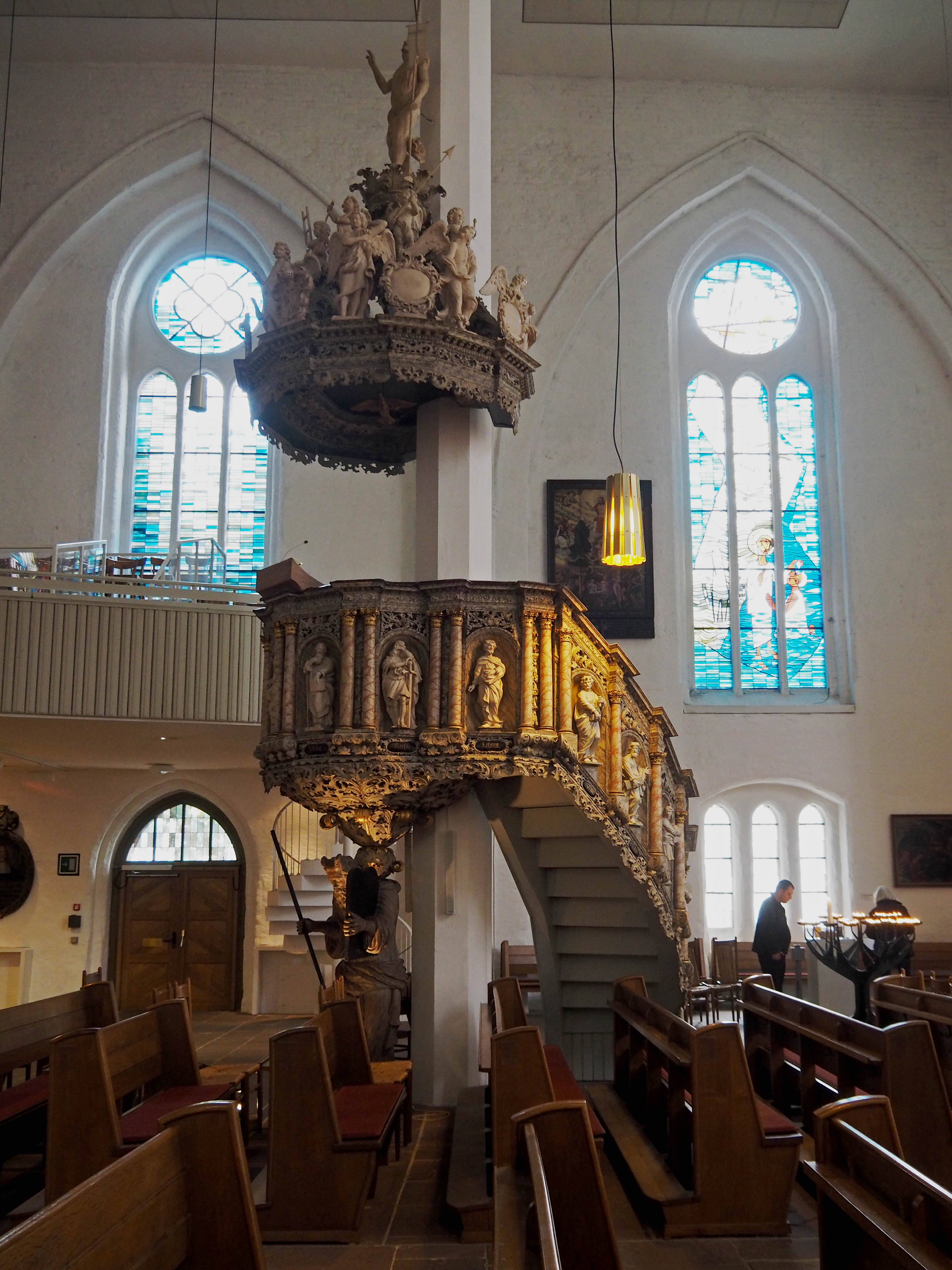
Die Kanzel der Nikolaikirche (Kiel) war Theodor Allers’ letztes Werk.

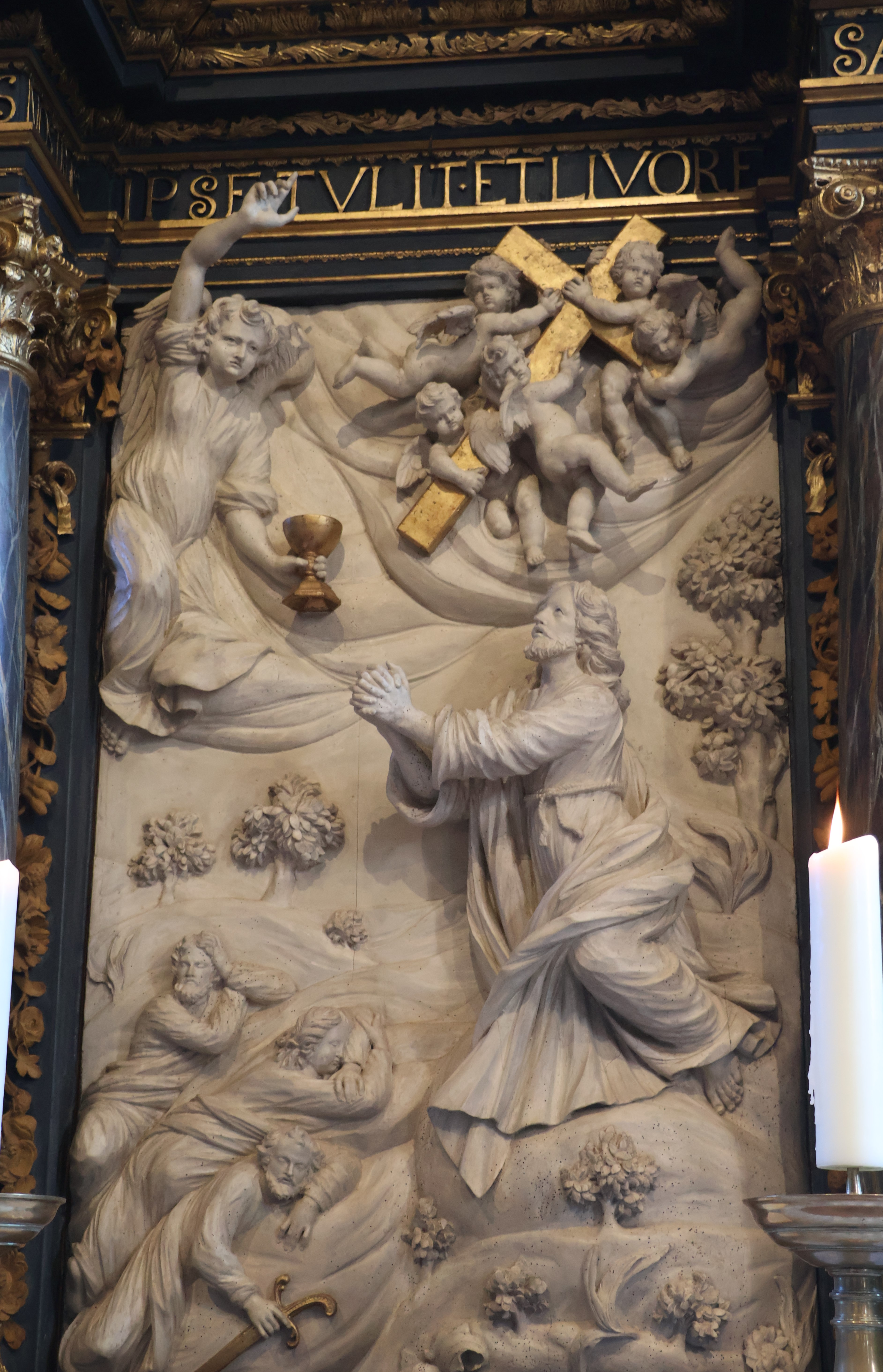
Hauptbild des Altars in Flemhude mit der Darstellung des Gebets Jesu im Garten Getsemane

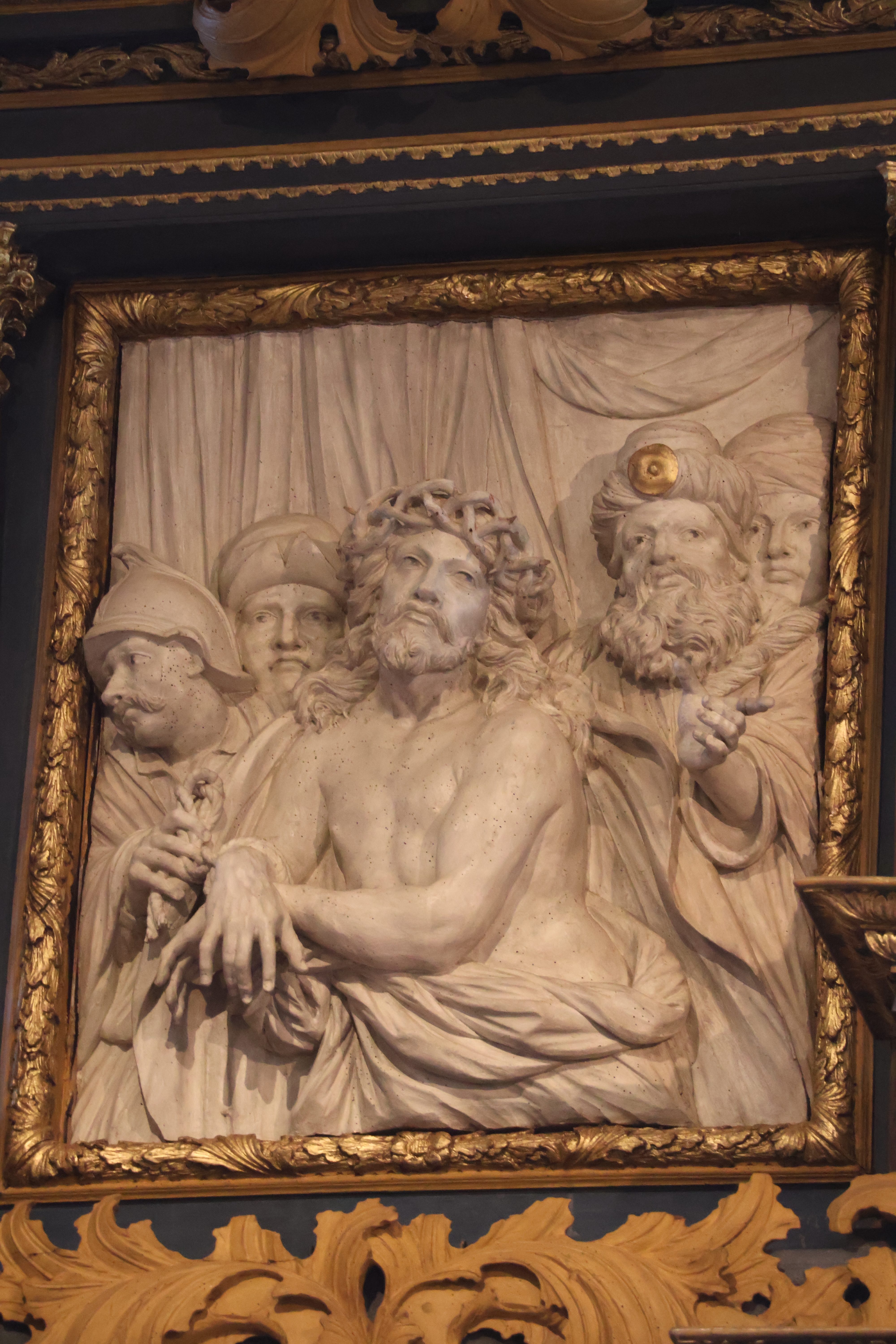
Ecce Homo im Aufsatz des Altars in Flemhude

Theodor Allers († zwischen dem 3. und 21. Mai 1704 in Kiel) war ein deutscher Bildhauer des Barock, der zwischen 1684 und 1704 in Schleswig-Holstein tätig war.

## Leben
Der Bildschnitzer und Steinbildhauer Theodor Allers ist ab 1684 im heutigen Schleswig-Holstein mit Werken und archivalisch nachweisbar. Seine Herkunft ist unbekannt. Ausgebildet wurde er wohl nicht in der Region. Sein frühstes bekanntes Werk ist der hölzerne Altaraufsatz im Stil des Akanthusbarock in der St.-Georg-und-Mauritius-Kirche in Flemhude, den er 1684/85 im Auftrag des Gutsherrn Hans Heinrich Kielman von Kielmansegg herstellte. Im folgenden Jahr schuf er im Auftrag der Gutsherren von Ahlefeld für die Kirche Hohenstein in Wangels die Kanzel und ein Epitaph. Auch der 1688 geschaffene und von Christoph Blome von Gut Farve gestiftete Altaraufsatz dieser Kirche stammt aus seiner Werkstatt, ebenfalls die 1697 von Anna Pogwisch gestiftete Gutsloge und das Epitaph für ihren Ehemann Bartram von Pogwisch († 1672), ehemals Amtsmann von Tondern.
Spätestens 1686 stand Allers in brieflichen Kontakt mit Herzog Christian Albrecht von Schleswig-Holstein-Gottorf. Dieser befand sich zu der Zeit im Exil in Hamburg, plante aber bereits den Ausbau seiner Residenz Schloss Gottorf und die Wiederherstellung von deren vernachlässigten Gärten. Nach seiner Rückkehr 1689 stellte er Allers als Hofbildhauer an. Mit der Unterstützung des Herzogs konnte Allers den ehemaligen Freihof des Lübecker Bischofs in der Dänischen Straße in Kiel beziehen und dort seine Werkstatt für Holz- und Steinarbeiten einrichten. Mit sechs Gehilfen arbeitete er nach Entwürfen des schwedischen Architekten Nicodemus Tessin am Figurenschmuck der Kleinen Kaskade des Gottorfer Neuwerkgartens. Vor allem entstanden aber in seiner Werkstatt Treppenstufen und Fliesen. Außerdem stellte er Holzstaturen für den Garten und zahlreiche Gebrauchsgegenstände wie Bilder- und Spiegelrahmen, aber auch Karussellpferde her. Auch die Ausgestaltung der Hofkapellen in Eutin, der Residenz des Lübecker Fürstbischofs, und vermutlich in Kiel, dem Witwensitz von Friederike Amalie, lag in seiner Hand. Für Christian Albrechts Beerdigung fertigte er den steinernen Sarkophag sowie die für die offizielle Trauerfeier nötigen Gerüste (Castrum doloris).
Bei Christian Albrechts Tod 1694 waren die Arbeiten an Schloss und Garten Gottorf noch nicht abgeschlossen. Der neue Herzog Friedrich IV. beschäftigte Allers weiter, ernannte ihn aber nicht wie sein Vater zum offiziellen Hofbildhauer. Allers fertigte das Portal und die Fensterumrandungen des neuen Südflügels nach dem Entwurf von Johann Hinrich Böhme an. Nach der Fertigstellung des Gottorfer Schlosses verlor Allers weitestgehend seine Beschäftigung durch den Hof. Dafür nahm er wieder vermehrt Aufträge aus dem Adel für Steinmetzarbeiten an ihren Herrenhäusern an, was allerdings bei weitem nicht die finanzielle Sicherheit einer festen Anstellung am Hof ersetzen konnte. In seinem letzten Brief vom 3. Mai 1704 bat er den Fürstbischof Christian August, den Regenten für den minderjährigen Herzog Karl Friedrich, vergeblich um die Begleichung einer noch ausstehenden Rechnung.
Allers’ letztes Werk, die Kanzel für die Nikolaikirche in Kiel, war eine Stiftung des Landgerichtsnotar Henning von Wedderkopp. Sie wurde erst nach Allers’ Tod 1705 aufgestellt. Allers wurde in dem Familiengrab in der Kieler Klosterkirche beigesetzt, das er nach seiner Hochzeit mit einer Kieler Bürgertochter gekauft hatte und in dem bereits zwei seiner Kinder begraben waren. Seine Witwe ist nach 1707 nicht mehr in Kiel nachweisbar, von ihn überlebenden Nachkommen ist nichts bekannt.

## Erhaltene Werke
- Drei der erhaltenen Altaraufsätze, Flemhude, Probsteierhagen und Tellingstedt, zeigen im Hauptbild Christus in Gethsemane als sehr ähnliche Reliefs. Die Ecce-Homo-Darstellung im Hauptbild des Hohensteiner Altars entspricht dem oberen Bild der Flemhuder und Probsteierhagener Altaraufsätze.
  - St.-Georg-und-Mauritius-Kirche in Flemhude (1684)
  - Kirche Hohenstein (1688)
  - St.-Katharinen-Kirche in Probsteierhagen (1695)
  - St. Martinkirche in Tellingstedt (1698/99), ursprünglich für die später abgerissene Garnisonkirche in Tönning (Tönninger Wappen im Aufbau)
- Kanzeln
  - in der Kirche Hohenstein (1685)
  - in der Nikolaikirche in Kiel (1704)
- Schlosskapelle im Eutiner Schloss
- Epitaphe und Gestühl in der Kirche Hohenstein
- Portale von Schloss Gottorf, Gut Farve und vermutlich mehrerer Grüfte im Schleswiger Dom.[7]

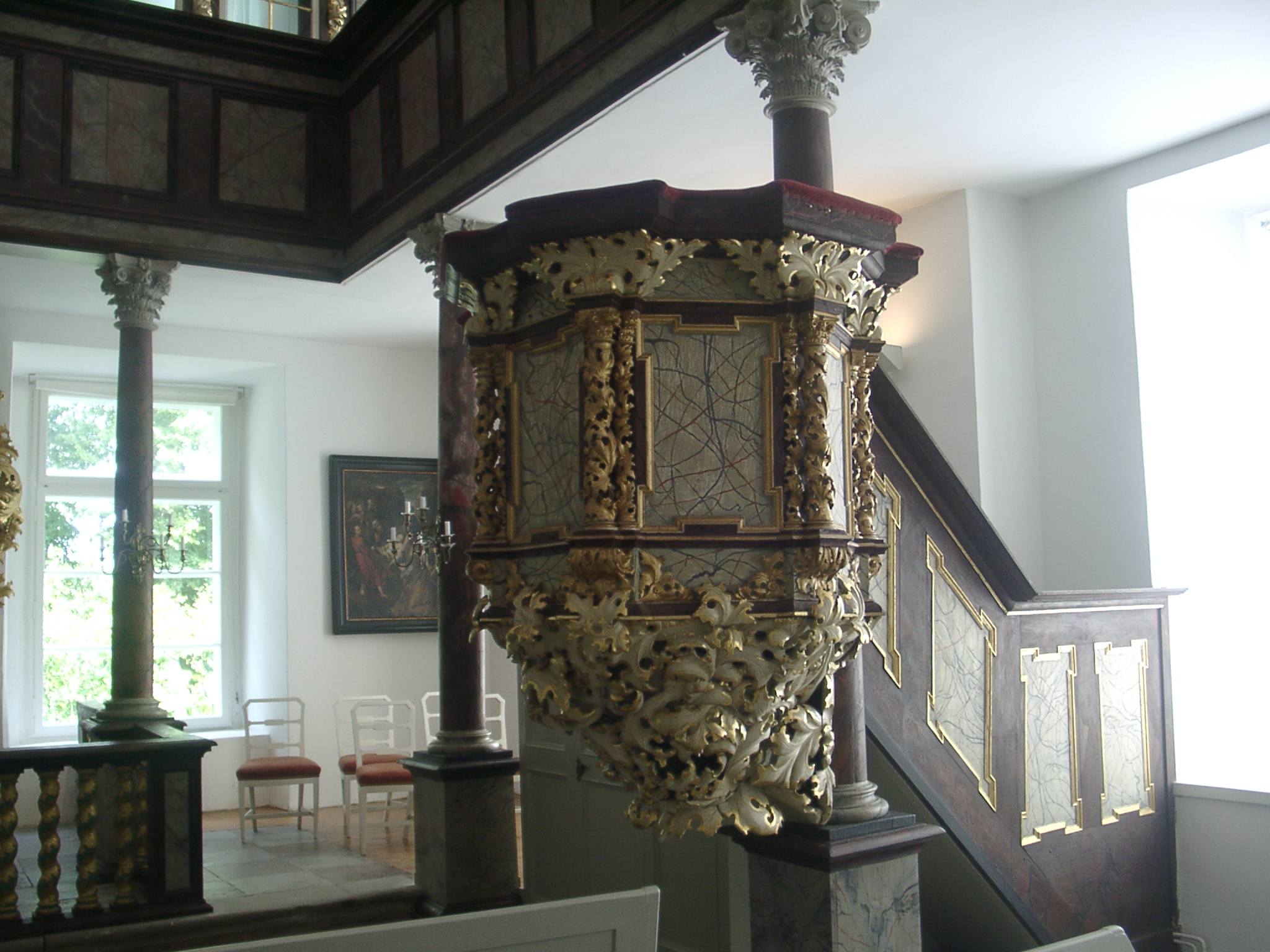
Kanzel in der Eutiner Schlosskapelle
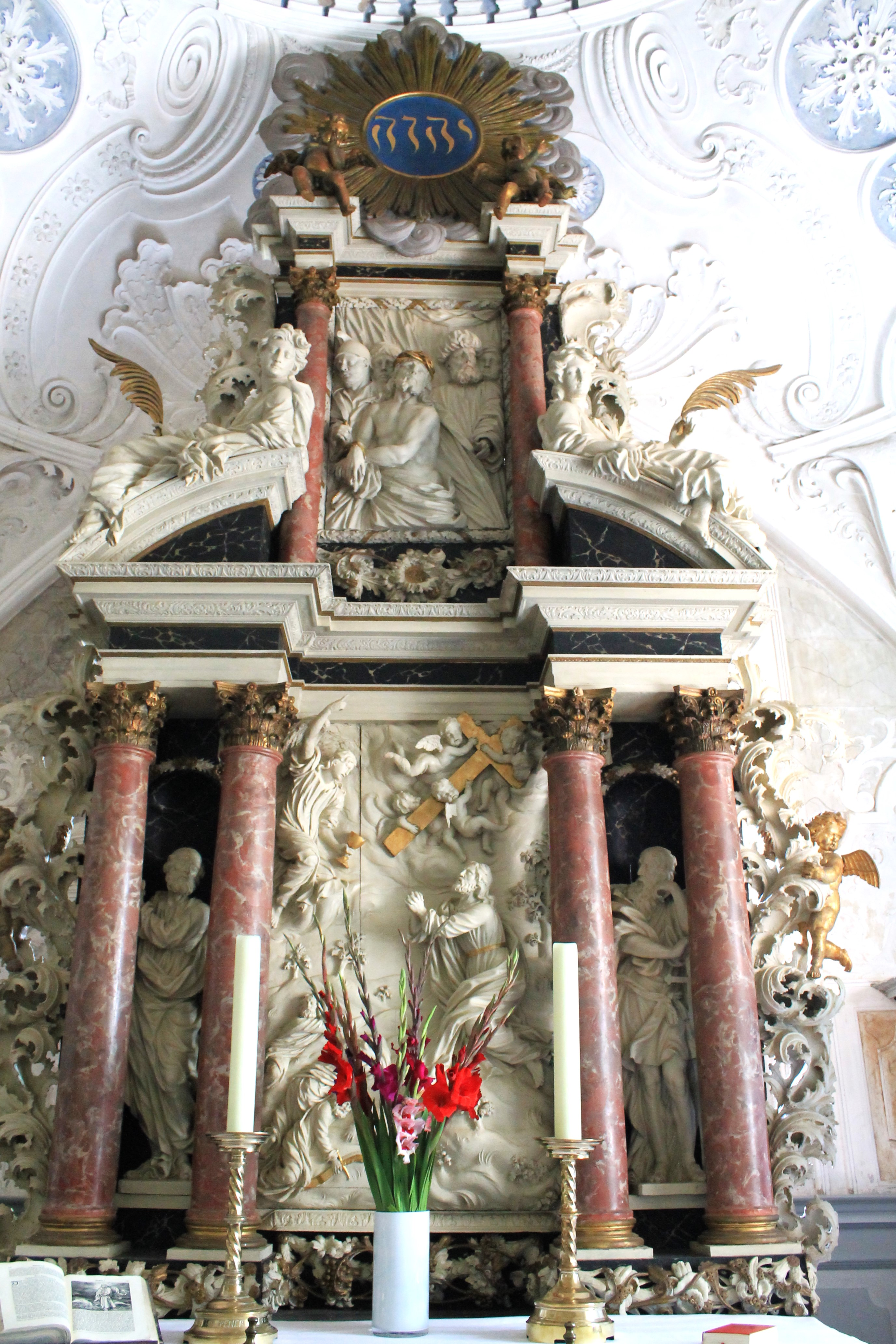
Altar der Katharinenkirche in Probsteierhagen
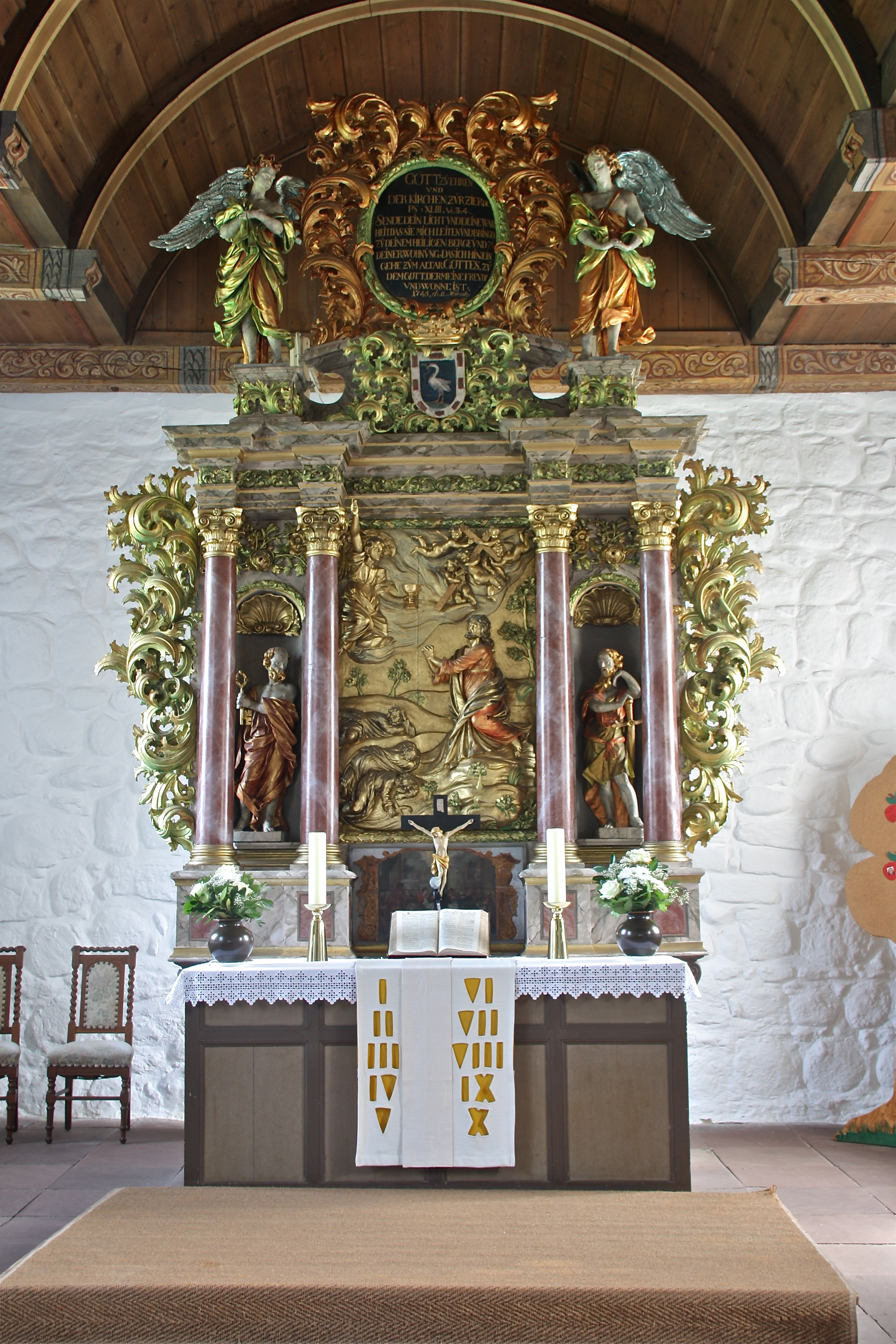
Altar in der Tellingstedter Kirche
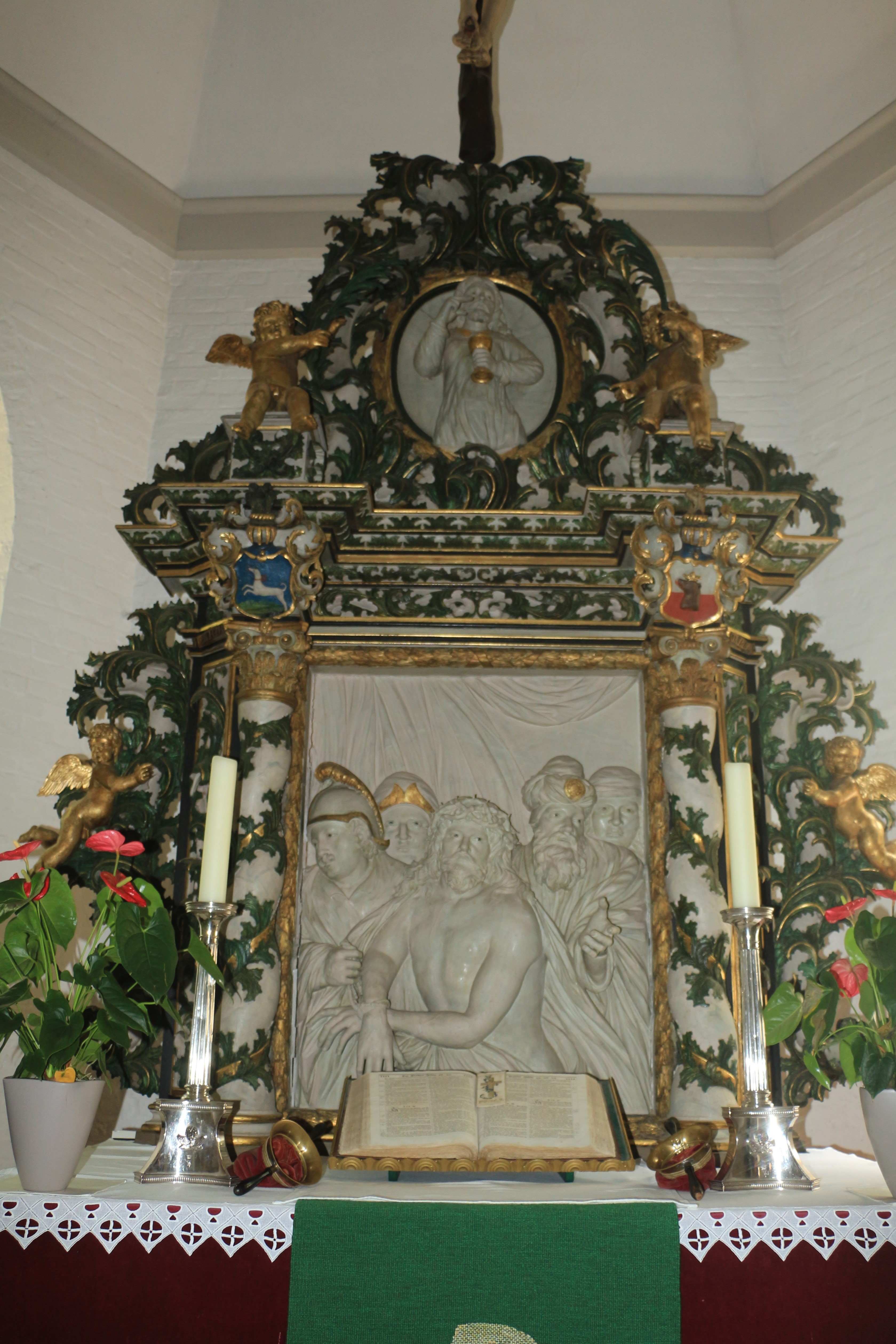
Altar in der Hohensteiner Kirche
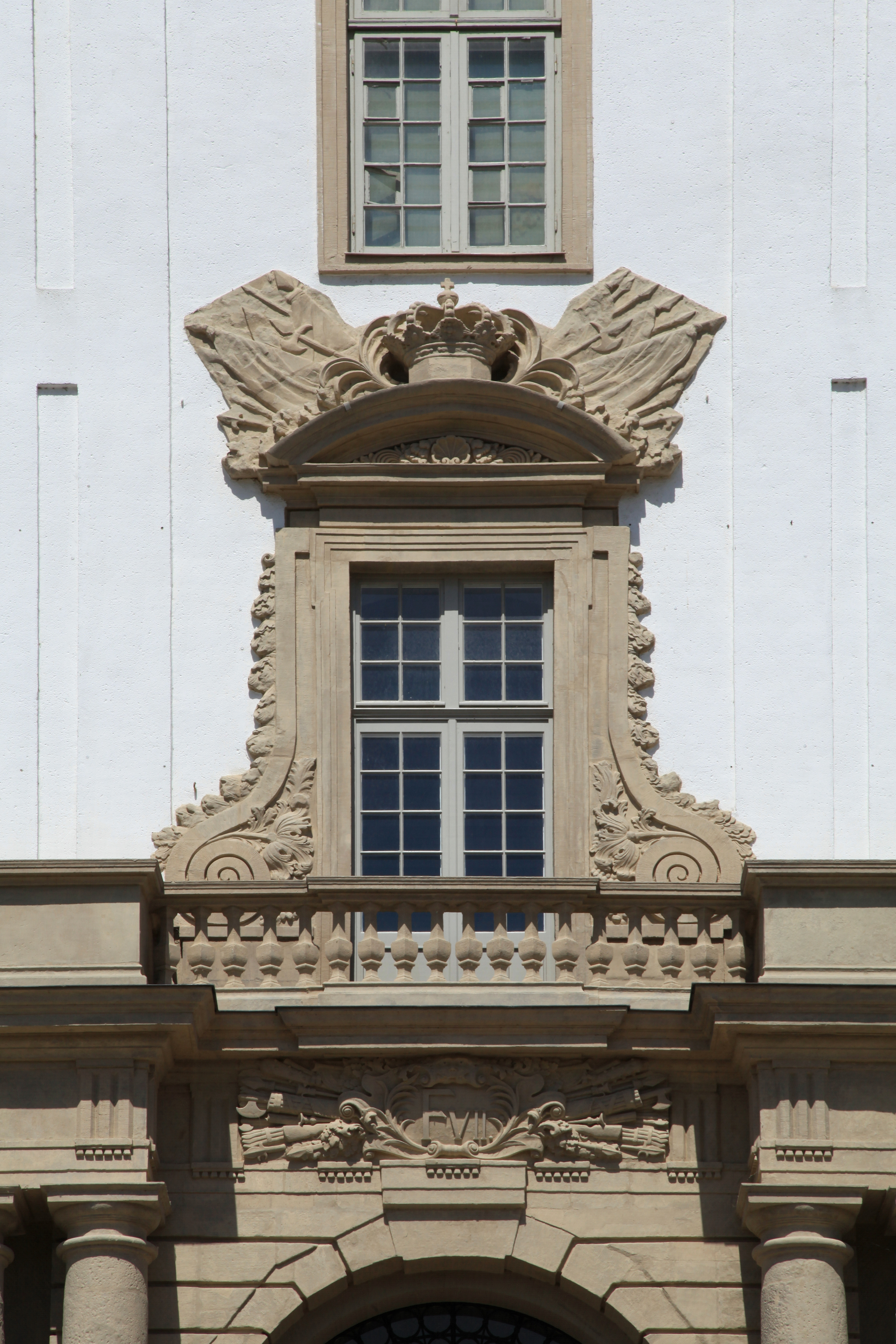
Detail vom Südportal von Schloss Gottorf